# Музей і художня галерея Дербі
Музей і художня галерея Дербі (англ. Derby Museum and Art Gallery) — музей, заснований в 1836 році спільно з Центральною бібліотекою Дербі, у спеціально побудованому будинку за проектом Річарда Нілла Фрімена і пожертвуваний місту Майклом Томасом.
У музеї представлено картини Джозефа Райта (понад 300 ескізів, 34 картини олією і документи), продукція Royal Crown Derby. Крім того, у музеї зібрані колекції археологічних, природничих (зокрема, Аллентонський бегемот), історичних (зокрема, The King of Rome), геологічних і військових об'єктів, а також колекція порцелянових виробів з Дербі і його околиць, картини Луїзи Рейнер, її батька Самуеля Рейнер, Ернеста Таунсенда, Альфреда Джона Кіна, Ернста Елліса Кларка, Девіда Пейна, Джорджа Тернера, Вільяма Кофе, Джорджа Хольцендорфа та інших.